# Skelbrooke
Skelbrooke – wieś w Anglii, w hrabstwie South Yorkshire, w dystrykcie Doncaster, w civil parish Hampole. Leży 11 km od miasta Doncaster. W 1931 roku civil parish liczyła 119 mieszkańców. Skelbrooke jest wspomniana w Domesday Book (1086) jako Scalebre/Scalebro.